# 크노소스

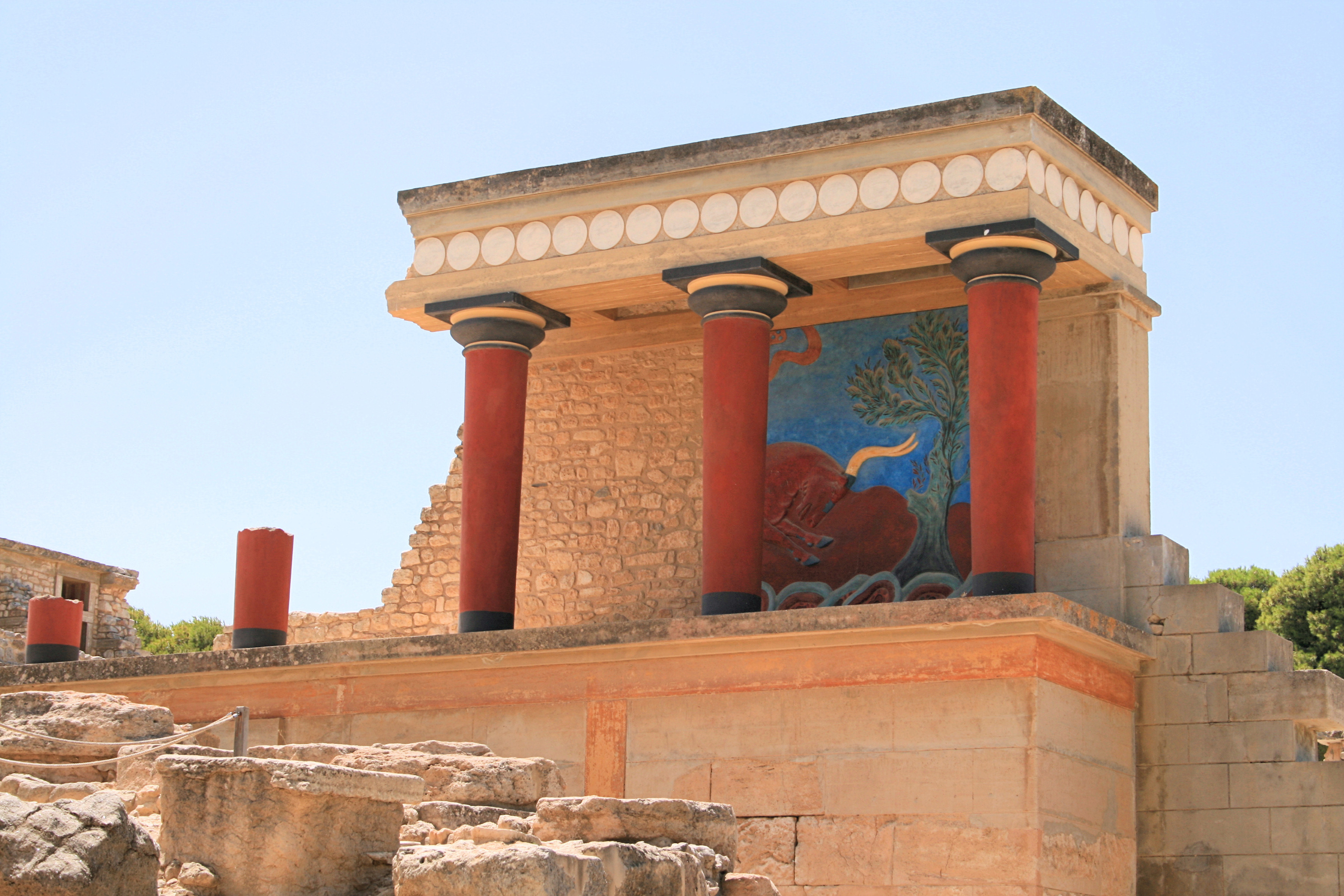
크노소스

크노소스(그리스어: Κνωσός)는 그리스의 크레타섬에 있는 현존하는 것들 중 가장 규모가 큰 청동기 시대 유적지로, 유럽 최고(最古)의 도시라 불린다. 미노스 문명의 중심지로 알려져 있다.
크노소스라는 이름은 크레타의 주요 도시를 기록한 고대 그리스 문서에서도 발견될 정도로 그 내력이 유구하며, 그 존재는 청동기 시대부터 전승 기록과 초기 발굴 장소 근처와 케팔라 언덕에서 대량으로 발견된 로마 동전에 그려진 미노타우로스와 라비린투스, 미노스의 묘사로 확인할 수 있으며, 크노시온(Knosion)·크노스(Knos)라는 이름으로 알려져 있었다는 것을 알 수 있으며, 로마인들은 크노소스를 식민지로 삼았었던 것으로 추측된다.

## 역사
크노소스의 번영은 일차적으로 크레타 현지에서 나는 기름, 포도주, 양모와 같은 자원을 개발한 덕분이다. 무역의 확대도 한 가지 요소가 되었다. 헤로도토스는 전설에 나오는 크노소스의 왕 미노스가 해상 제국을 건설했다고 썼다. 투키디데스는 이 전승을 받아들이고 미노스 왕이 해적을 평정했으며 무역 흐름을 증대하고 에게 해의 많은 섬을 식민지로 삼았다고 기술했다. 고고학적 증거도 이 전승을 지지하는데, 미노스 문명의 도기가 이집트, 시리아, 아나톨리아, 로도스, 키클라데스 제도, 시칠리아, 그리스 본토 등 광범위한 영역에서 발견되고 있기 때문이다. 미노스 문명은 로도스, 밀레토스, 사모스와 밀접한 연관을 가졌던 것 같다. 크레타의 영향은 키프로스에서 발견된 최초의 문자 기록에서도 찾아볼 수 있다. 크레타 제품의 주요 시장은 키클라데스 제도였는데, 여기에서는 도기, 특히 돌 화병의 수요가 있었다. 키클라데스 제도가 크레타에 예속되었는지 아니면 단순한 무역 상대였는지는 알 수 없으나 이곳에서 크레타의 영향력이 강력했음은 분명하다.
그리스 본토에서도 마찬가지인데, 전승이나 고고학적 조사 모두 크레타와 아테네의 강력한 연관을 보여주기 때문이다. 이와 관련한 미노타우로스 전설에서 아테네는 크노소스에 예속되어 공물을 바친다고 나와 있다. 전설에 따르면 반은 사람이고 반은 황소인 괴물이 미궁에 살고 있다고 한다. 황소는 크노소스에서  발견되는 도기와 프레스코화에 자주 나타나는 주제이며, 궁전의 정교한 배치는 미궁을 연상하게 한다. 흔한 의례 상징이며 궁전 벽에도 종종 보이는 양날 도끼는 라브리스(labrys)라고 하는데, 이러한 형태의 도구나 무기를 가리키는 카리아어 낱말이다.

### 신석기 시대

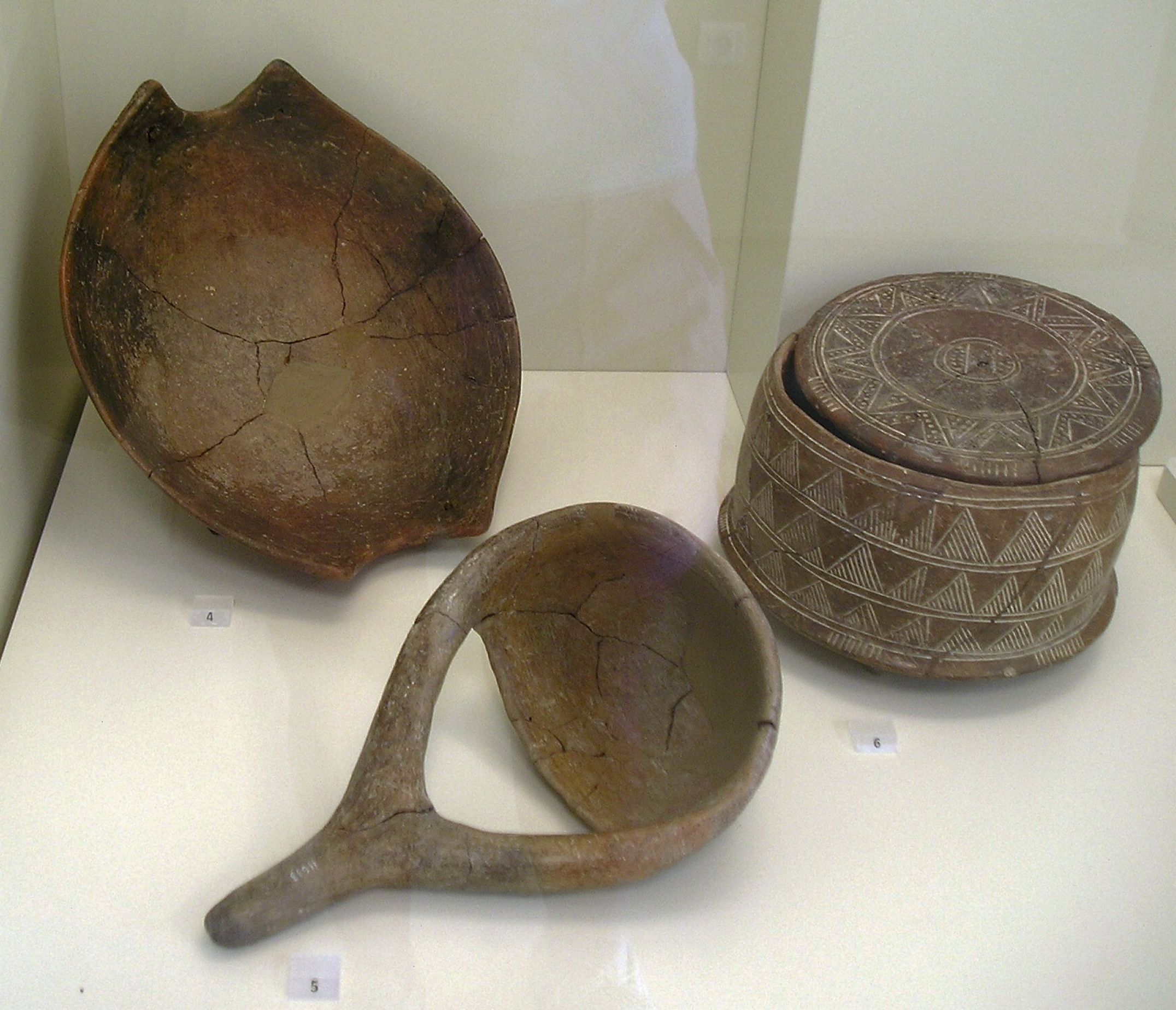
'포크형 손잡이가 달린 그릇', 크노소스, 초기 신석기 시대(기원전 6500~5800년경). 또한 국자와 후기 시대의 삼각 받침 항아리도 발견되었다.

근대에 들어 크노소스 궁전을 발굴한 아서 에반스는 기원전 8000년경에 신석기인이 아마 해외에서 배를 타고 이곳 언덕에 도착했으며 줄지어 붙어 있는 초벽집을 처음으로 세웠다고 추정했다. 현대에는 크노소스는 선(先)토기 신석기 시대인 기원전 7000년경에 정착이 이루어졌으며, 현재까지 알려진 크레타 섬에서 가장 오래된 정착지로 여겨진다. 방사성탄소연대측정 결과, 기원전 7030~기원전 6780년 사이의 연대가 추정되었다. 초기 정착지는 약 25~50명의 주민으로 이루어진 작은 마을이었으며, 이들은 가로막이와 진흙을 사용한 초가집에서 거주하며 가축을 기르고 작물을 재배하였다. 또한 불의의 사고로 자녀가 사망하면 바닥 아래에 묻는 풍습이 있었다. 이 시기의 유적들은 훗날 궁전의 중앙 안뜰이 될 지역에 집중되어 있어 지속적인 의례 활동이 이루어진 것으로 추정된다.
녹색암, 사문석, 섬록암, 비취 등 색상이 있는 돌을 정교하게 갈아서 만든 도끼나 곤봉 머리도 있으며, 흑요석을 쪼개서 만드는 칼이나 화살촉도 나왔다. 그밖에 주목할만한 유물로는 다수의 동물 및 사람 모양 조각상을 들 수 있는데 가슴과 엉덩이가 과장되게 표현되어 있으며 앉거나 서 있는 여자 나신상도 있다. 에반스는 이런 조각상이 신석기 시대 대지모신 숭배라는 속성을 갖고 있다고 보았다. 크노소스에서 발견된 유물 중에서 두 사자가 옆에 있는 여신의 이미지는 다른 유물에서도 자주 나타난다.
존 데이비스 에반스는 신석기 시대에 초점을 두고 크노소스 궁전 터의 도랑과 구덩이에서 추가 발굴을 했다. 오늘날에도 볼 수 있듯 한 마을은 여러 가족으로 이뤄졌으며 서로 관계를 맺었고 일종의 족외혼 관습을 가졌다. 이들은 폐쇄된 공간에서 살았는데 그 안에서 사생활은 거의 없으며 매우 가깝게 생활했다. 대부분의 시간에는 바깥에서 보냈으며 밤이나 혹한기 때나 실내에서 지냈고 상당 부분 유목 혹은 반유목 생활을 했다.
신석기 초기(기원전 6000년~5000년)에는 200명~600명 규모의 마을이 크노소스 궁전 터와 북쪽 및 서쪽 언덕 비탈 대부분을 점유했다. 이들은 방이 한두 개인 집에서 살았는데, 진흙 벽돌로 벽을 쌓고 자연석을 쓰거나 돌로 된 유물을 재활용하여 주춧돌을 놓았다. 내부 벽은 흙을 발라서 구획했다. 지붕은 납작한 형태로, 나뭇가지 위에 진흙을 발랐다. 큰 방 한가운데 여러 곳에 땅바닥을 파서 화로를 만들었다. 이 마을에는 한 가지 독특한 점이 있는데, 서쪽 정원 아래에 있던 한 집은 방이 8개이고 넓이가 50제곱미터이다. 벽은 직각으로 세워져 있고, 문은 가운데에 있으며, 하중을 많이 받는 지점 아래에 큰 돌을 지지대로 놓았다. 개인마다 서로 구분된 침실 공간이 없다는 점에서 특정한 종류의 저장 단위가 있었음을 암시한다.
신석기 중기(기원전 5000년~4000년)의 취락에는 500명~1000명 정도의 인구가 더 크고 가족 단위로 더욱 구분된 집에서 살았다. 건축 방식은 동일했으나 창호를 목재로 만들었으며 큰 방 한가운데에 높은 위치에 고정된 화로를 두었다. 건물 가장자리에는 벽기둥과 그 외 옷장이나 침대처럼 높은 가구가 배치되었다. 궁전 터 밑으로 100평방미터 넓이의 돌로 된 큰 집이 있었는데, 5개의 방을 나누는 벽의 두께가 1미터에 이르는 것으로 보아 2층 건물이 있었던 것으로 보인다. 다른 살림집처럼 보이지 않는 이 집의 존재는 공동체 혹은 공공의 용도가 있었음을 암시하는데 '궁전'의 전신일 수도 있다. 신석기 후기(기원전 4000년~3000년)에 인구는 비약적으로 증가했다.

### 미노스 문명
크레타에 처음으로 궁전이 건설된 시점은 미노스 시대 중기 초반에 해당하는 기원전 2000년경 직후로 여겨진다. 크노소스 외에도 말리아, 파이스토스, 자크로에도 궁전이 세워졌다. 이들 궁전은 이전까지 일반적이었던 신석기 촌락 형태에서 비약적으로 발전한 것이며, 기원전 2000년부터 1000년 동안 크레타와 그리스에서 나타난 궁전 조직의 패턴을 제시했다. 궁전의 건축물은 전보다 부가 증대되었으며 정치적이고 종교적인 권위가 집중되었음을 시사한다. 이러한 형태는 유프라테스강 상류의 마리와 시리아 해안의 우가리트의 궁전처럼 동방의 모델을 따랐을 것이라 보기도 한다.
기원전 3천 년대(고미노스 시기)에는 석조 건축물이 점차 늘어났다. 이어 서로 다른 대형 건축군이 하나로 통합되어, 거주 지구와 의전 공간, 저장 시설, 신앙 장소 등이 모두 한 복합 단지를 이루게 되었다. 이들은 정치·행정·종교적 기능과 더불어 경제적 기능을 수행했으며, 이를 모두 왕의 지휘 아래에서 운영하였다고 전해진다.
기원전 2200년 무렵(고미노스 III 시기)에 이미 대규모 건축물의 흔적이 남아 있는데, 이는 1900년경(중미노스 IA)부터 지어진 ‘옛 궁전’의 선구 형태였던 것으로 추정된다. 이를 흔히 ‘고궁전기’라 부르며, 고미노스 III ~ 중미노스 I(기원전 2100 ~ 2000년경)에 해당한다. 이 ‘옛 궁전’ 혹은 ‘첫 번째 궁전’은 중앙 안뜰을 둘러싸고 건설되었는데, 크레타 다른 궁전들도 대부분 이런 중앙 안뜰을 핵심 구조로 삼는다. 파이스토스만은 지형적 제약으로 예외로 보인다. 이 궁전 건설은 이전 세기에 도시가 확장된 뒤, 행정 조직화가 필요해지면서 이루어진 것으로 해석된다. 건물들은 중앙 안뜰을 중심으로 서쪽·북쪽·동쪽 익랑(翼廊, aile) 형태로 배치되었다. ‘옛 궁전’은 기원전 1800~1700년(중미노스 II B 시기) 크레타에서 빈번히 일어난 지진으로 인해 여러 차례 파괴되었다.
이후 기원전 17세기에 진행된 재건 사업이 ‘새 궁전’ 건립(중미노스 III A 시기)의 시작을 알린다. 이 건립 공사는 서서히 확장되어 기원전 1350년 무렵 궁전이 다시 파괴될 때까지 계속되었다. 크노소스 궁전은 미노스 문명이 크레타와 에게 해 제도, 나아가 이집트와 시리아에 이르는 넓은 지역에 영향을 미치는 동안 정치·문화적 중심지 역할을 담당했던 것으로 보인다. 기원전 1628년경 있었던 ‘미노스 분화(신미노스 I A 시기)’가 스피리돈 마리나토스(Spyridon Marinatos)의 주장처럼 미노스 문명을 즉시 멸망시켰다고 보기는 어렵지만, 미노스 세력의 쇠퇴가 시작된 분기점이었다는 설이 있다. 분화로 인한 해일(최소 높이 20미터에 달하는 세 차례 파도)은 크노소스의 항구로 추정되는 암니소스(Amnisos) 등 크레타 북쪽 해안의 항구를 파괴하고 미노스 함대를 손상시켰으며, 해당 지역 토지를 염해(鹽害)로 오랫동안 황폐화시켰을 가능성이 있다. 그러나 크노소스 궁전과 섬의 대부분 지역은 해일 피해를 직접 입지 않아, 기원전 1500~1450년경 다른 궁전들이 파괴될 때까지 어느 정도 번영을 누릴 수 있었다.

### 쇠락
크레타의 세력이 절정에 이른 기원전 1450년경 말리아, 파이스토스, 자크로의 궁전은 다른 곳의 더 작은 주거지와 마찬가지로 파괴되었다. 그 직후인 기원전 1420년경, 신미노스 II 시기 크레타 섬은 미케네 세력에 의해 정복된 것으로 보인다. 오로지 크노소스 궁전만 남아 기원전 1370년경까지 존속했다. 크노소스가 파괴된 시점에 이곳은 그리스인들이 점유했는데, 예술 및 장례에서 무기와 전쟁을 강조하는 데서 그리스인이 등장했음을 보여준다. 미케네식 석실묘가 도입되었으며 도기 양식에도 그리스 본토의 영향이 나타난다. 크노소스 궁전은 이후 기원전 14세기 후반 다시 파괴되는데, 그 후에도 이 일대는 재차 점유되긴 했으나 크노소스가 옛 영향력을 되찾는 일은 없었다.
마이클 벤트리스가 선문자 B 서판을 해독하고 이 언어가 이전의 선문자 A와 상당히 다른 그리스어의 초기 형태임을 보여주자 이러한 변화는 문서 형태로도 확증되었다. 아서 에반스는 크노소스에서 선문자 B 서판을 발견했다. 선문자 B는 파이스토스나 다른 곳의 선문자 A와 달랐지만, 에반스는 전자에서 발전한 형태라고 생각하여 '선문자 B'라고 명명했다.
크노소스가 산토리니의 화산 분출로 말미암아 파괴되었다는 가설도 있으나 일반적으로 크노소스가 멸망한 원인은 아르골리스에서 온그리스인(미케네인이었을 가능성이 크다)의 침략으로 보고 있다. 크노소스는 기원전 1370년경의 멸망 이후에도 무역과 예술 면에서 번영했다. 크노소스의 멸망에 대한 설명은 가설의 영역에 머물러 있지만 한 가지 그럴듯한 이유로 당시 본토에서 번성한 미케네인이 경쟁 국가인 크노소스를 제거하기로 했기 때문이라는 설명이 있다.
기원전 1350년경, 궁전은 재건되지 않고 파괴되었다. 건물은 화재로 인해 황폐화되었고, 이로 인해 상층부가 무너졌다. 이러한 파괴가 의도적인 것인지 아니면 지진과 같은 자연재해의 결과인지는 알려지지 않다. 궁전의 일부가 후대의 의식에 사용되었고 기원전 1200년경 크노소스 마을이 부활했지만, 건물과 관련 기관은 복원되지 못했다.

## 구조

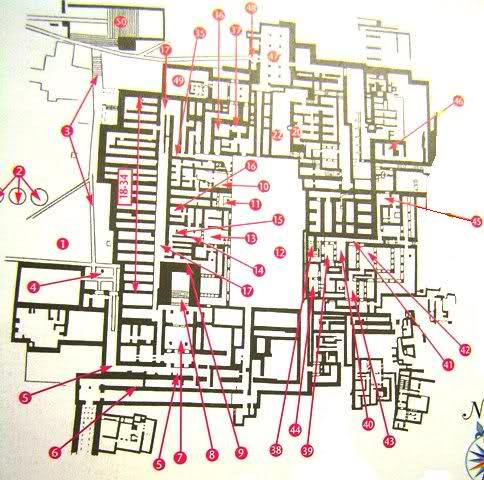
크노소스 궁전의 구조 1 - 서쪽 광장, 2 - 곡물 저장고, 3 - 왕도, 4 - 서쪽 프로퓔라이온, 5 - 행렬 회랑, 6 - 백합 왕자의 회랑, 7 - 대 프로퓔라이온, 8 - 대 프로퓔라이온 계단, 9 - 세 기둥이 있는 성소, 10 - 왕좌의 방, 11 - 중앙 안뜰로 이어지는 계단, 12 - 중앙 안뜰, 13 - 작은 안뜰, 1416 - 삼분할 성소, 17 - 식료품 저장실 복도, 18 ~ 34 - 식료품 저장실과 창고, 35 - 복도, 36, 37 - 문서 보관실, 38 - 동쪽 익랑 계단, 39 - 왕실 거처의 채광창, 40 - 왕실 호위병의 방, 41 - 북동쪽 복도, 42 - 양날 도끼의 방, 43 - 왕비의 메가론, 44 - 왕비의 목욕실, 45 - 석공 작업장, 46 - 창고, 47 - 기둥으로 받쳐진 방, 48 - 북쪽 프로퓔라이온, 49 - 성벽 밖의 성소, 50 - 극장

초기의 궁전은 기원전 1700년경 이전의 어느 시점인 중기 미노스 시대 2기에 파괴되었다. 그 이유는 크레타섬에서 종종 발생하는 지진 때문일 가능성이 높다. 기원전 1650년경 궁전은 더욱 큰 규모로 재건되었고, 두 번째 궁전의 시대(기원전 1650년~1450년)는 미노스 문명의 절정기였다. 모든 궁전에는 큰 중정이 있어서 공공 행사를 위해 쓰거나 스펙터클의 장이었을 것으로 보인다. 중정 주변에 생활 공간, 창고, 행정 관서가 배치되었으며 숙련공을 위한 작업 공간도 있었다.
크노소스 궁전은 크레타에서 가장 큰 궁전으로, 중심 건물만 해도 3에이커를 차지하며, 개별 건물까지 합치면 5에이커에 이른다. 장대한 계단이 위층의 응접실로 이어진다. 종교 의식 장소는 지상층에 있다. 궁전의 상점은 6개의 방을 점유하고 있는데 이곳의 주된 특징으로 5피트 높이에 이를 정도로 큰 저장 항아리인 피토스가 있다. 피토스는 주로 기름, 양모, 포도주, 곡물을 저장하는 데 쓰였다. 납을 칠한 함에는 작은 귀중품이 들어 있다. 궁전은 욕실과 변소, 배수 시설을 갖추고 있었다. 크노소스에는 400명 관객을 수용할 수 있는 극장이 세워졌다(파이스토스에서 더 이전에 세워진 극장이 있다). 극장의 연기 공간(오케스트라)은 후대 아테네의 형태와 달리 직사각형이며, 종교 무용을 위해 쓰였을 것이다.
크노소스의 건축 기법은 전형적이다. 기단과 벽돌 아래층은 석조로 되어 있고 전체는 들보와 기둥의 목구조로 건설되었다. 주요 구조는 굽지 않은 큰 흙벽돌을 쌓아 만들었다. 지붕은 나뭇가지 위에 두꺼운 진흙층을 얹어 평평했다. 내부의 방에는 채광정을 두어 빛이 들게 했고 세로 홈이 새겨진 나무 열주는 지지대 역할을 하는 동시에 건물의 위엄을 세워주었다. 방과 복도는 일상 생활과 행렬 장면을 그린 프레스코화로 장식되었다. 이 시대의 옷차림은 다양한 포즈를 취하고 있는 여성의 묘사에서 살펴볼 수 있다. 이들은 머리를 정교하게 다듬고 주름 치마와 부푼 소매가 있는 긴 옷을 입었다. 허리에 달라붙는 조끼를 입었으며 가슴을 노출했다.

## 발굴
크노소스 유적지는 1878~1879년 겨울에 서쪽 건물의 일부를 발굴한 미노스 칼로케리노스에 의해 확인되었다. 영국의 고고학자 아서 에반스 경(1851~1941)과 그의 팀은 1900~1913년, 1922~1930년에 장기적인 발굴을 시작했다.
그 크기는 원래의 예상을 훨씬 뛰어넘었으며, 여기서 두 가지 고대 문자를 발견했는데, 함께 발견된 픽토그램과 구분하기 위해 선형 A 문자와 선형 B 문자라고 각각 명명되었다. 에반스는 궁전의 여러 층위를 발굴하면서 이 궁전을 사용한 문명을 '미노스 문명'이라고 불렀는데, 이 장소에서 나온 모든 것을 '미노스'로 칭하는 기존의 관례를 따른 것이다.
발견 이후 크노소스 유적지는 발굴, 관광, 점령의 무대가 되었으며 두 차례의 세계대전에서 지중해 동부의 지배권을 놓고 전쟁을 벌인 각국 정부의 본거지로 사용되었다.
존 데이비스 에반스(아서 에반스와는 관련이 없음)는 신석기 시대 유적을 찾기 위해 궁전 위의 구덩이와 참호에서 추가 발굴을 수행했다.